# نادي ترايكولور بلوييشتي
نادي ترايكولور بلوييشتي (بالإنجليزية: Tricolor Ploieşti) نادي كرة قدم روماني . تم تأسيس النادي في سنة 1922 وتم حله في سنة 1949 .